# Episodi di Ragazze a Beverly Hills (prima stagione)
Di seguito una lista degli episodi della prima stagione della serie televisiva Ragazze a Beverly Hills.
| nº | Titolo originale                             | Titolo italiano                   | Prima TV USA      | Prima TV Italia   |
| -- | -------------------------------------------- | --------------------------------- | ----------------- | ----------------- |
| 1  | As If a Girl's Reach Should Exceed Her Grasp | Nuove ragazze a scuola            | 20 settembre 1996 | 5 luglio 2003     |
| 2  | To Party or Not to Party                     | Andare al party o no?             | 27 settembre 1996 | 12 luglio 2003    |
| 3  | City Beautification                          | L'abbellimento della città        | 4 ottobre 1996    | 19 luglio 2003    |
| 4  | Do We with Bad Haircuts Not Feel?            | Facciamo un bel taglio di capelli | 11 ottobre 1996   | 26 luglio 2003    |
| 5  | We Shall Overpack                            | Sovrimballaggio                   | 18 ottobre 1996   | 2 agosto 2003     |
| 6  | Making up is Hard to Do                      | La confezione è difficile da fare | 25 ottobre 1996   | 9 agosto 2003     |
| 7  | Don't Stand So Close to Me (pilot)           | Non stare così vicino a me        | 1º novembre 1996  | 16 agosto 2003    |
| 8  | Kiss Me Kip                                  |                                   | 8 novembre 1996   | 23 agosto 2003    |
| 9  | I Got You Babe                               |                                   | 15 novembre 1996  | 30 agosto 2003    |
| 10 | Driving Me Crazy                             |                                   | 22 novembre 1996  | 6 settembre 2003  |
| 11 | Romeo & Cher                                 |                                   | 13 dicembre 1996  | 13 settembre 2003 |
| 12 | Cher, Inc.                                   |                                   | 20 dicembre 1996  | 20 settembre 2003 |
| 13 | Fixing up Daddy                              |                                   | 3 gennaio 1997    | 27 settembre 2003 |
| 14 | The Party's Over                             |                                   | 10 gennaio 1997   | 4 ottobre 2003    |
| 15 | I'm in with the Out Crowd                    |                                   | 24 gennaio 1997   | 11 ottobre 2003   |
| 16 | All Teed Off                                 |                                   | 31 gennaio 1997   | 18 ottobre 2003   |
| 17 | Mr. Wright                                   |                                   | 7 febbraio 1997   | 25 ottobre 2003   |
| 18 | Secrets & Lies                               |                                   | 14 febbraio 1997  | 1º novembre 2003  |